# دادرحمان بادفر
دادرحمان بادفر (بالفارسية: دادرحمان بادفر) هي قرية تقع في البلدة المركزية في إيران. يقدر عدد سكانها بـ 40 نسمة بحسب إحصاء 2016.